# Petri Skriko
Petri Skriko (* 13. března 1962, Lappeenranta) je bývalý finský hokejista.
Začínal v klubu SaiPa, kde bylo na jeho počest číslo 9 vyřazeno ze seznamu čísel, které mohou hráči nosit na dresech. V roce 1981 získal Trofej Jarmo Wasamana pro nejlepšího nováčka finské ligy. Na mistrovství světa juniorů v ledním hokeji 1982 zaznamenal 8 branek a 7 asistencí a byl zvolen do all-stars týmu. Reprezentoval Finsko na třech mistrovstvích světa (1983, 1985 a 1987), na Olympijských hrách 1984 a 1992 a na Kanadském poháru 1987 a 1991. Od roku 1984 hrál National Hockey League za Vancouver Canucks (byl vůbec prvním finským hráčem v tomto klubu). V sezóně 1985/86 se stal se 78 body nejaktivnějším hráčem Vancouveru. V NHL, kde skončil v roce 1993, celkově odehrál 541 zápasů, v nichž dosáhl 183 branek a 222 asistencí. Poté hrál v Dánsku, kde se s klubem Herning IK stal čtyřikrát mistrem a dvakrát byl vyhlášen nejlepším hráčem roku. Po skončení aktivní kariéry se stal trenérem a přivedl Herning ještě k jednomu titulu v roce 2001.